# Brzeźnica (Krosno Odrzańskie)
Pour les articles homonymes, voir Brzeźnica.
Brzeźnica (prononciation : [bʐɛʑˈnit͡sa]) est un village polonais de la gmina de Dąbie dans le powiat de Krosno Odrzańskie de la voïvodie de Lubusz dans l'ouest de la Pologne.
Le village compte approximativement une population de 150 habitants.

## Histoire
Avant 1945, ce village était sur le territoire de l'Empire allemand dans le Royaume de Prusse dans la province de Brandebourg. (voir Évolution territoriale de la Pologne)
De 1975 à 1998, le village appartenait administrativement à la voïvodie de Zielona Góra.

Depuis 1999, il appartient administrativement à la voïvodie de Lubusz